# Wolfgang Tillmans
Wolfgang Tillmans (Remscheid 16 augustus 1968) is een Duitse fotograaf. In de jaren 90 werd hij beroemd met het fotograferen van de LGBT-cultuur, jongeren en clubs, later breidde hij zijn oeuvre uit met stillevens, landschappen, astrofotografie en portretten.

## Biografie
Tillmans is geboren op 16 augustus 1968 in het West-Duitse Remscheid. Als tiener sloot Tillmans zich aan bij de links-socialistiche jongerenvereniging van de Lutheraanse Kerk, ondanks dat hij seculier was opgevoed door zijn ouders. Tillmans begon met fotograferen toen hij tien jaar oud was, zijn eerste foto's maakte hij met zijn telescoop. Tussen de leeftijd van 14 en 16 jaar bezocht hij verschillende musea in Keulen en Düsseldorf, hier kwam de fotograaf in aanraking met de werken van Gerhard Richter, Sigmar Polke, Robert Rauschenberg en Andy Warhol. Deze kunstenaars ziet Tillmanns als een belangrijke inspiratiebron voor zijn latere werk. In 1984 kwam Tillmans op 16-jarige leeftijd uit de kast.
Na zijn schooltijd ging Tillmans in 1987 in Hamburg wonen, hier moest hij maatschappelijk werk verrichten als onderdeel van de toenmalige dienstplicht. Ook kwam Tillmans in Hamburg voor het eerst in aanraking met de clubscene. Hij werd een groot liefhebber van Britse popbands, zoals Bronski Beat, ook was hij een fan van de albumcovers van Joy Division en New Order. Tillmans voelt een diepgaande verbinding met de discomuziek uit de jaren 80. Hij had zijn eerste seksuele ervaringen in 1984 toen dit genre populair was, hiernaast heeft discomuziek hem geholpen tijdens de aidsangsten rondom de homogemeenschap in de jaren 80.
Mede vanwege zijn liefde voor de Engelse cultuur verhuisde Tillmans in 1990 op 22-jarige leeftijd naar het Engelse Bournemouth. Hier volgde hij een tweejarige fotografieopleiding aan de Bournemouth College of Art and Design. In 1992 verhuisde hij opnieuw, ditmaal naar Londen, hier werkte hij voor het tijdschrift i-D. In 1994 verhuisde Tillmans kortstondig naar New York. Tijdens zijn verblijf in New York kreeg Tillmans een relatie met de Duitse kunstenaar Jochen Klein. In 1997 overleed Klein echter aan de gevolgen van aidscomplicaties, een maand nadat dit bij hem vastgesteld was. Kleins overlijden was een grote klap voor Tillmans, hij besloot daarom uit verdriet te verhuizen naar Keulen. Tillmans werd zelf ook in 1997 hiv-positief bevonden, dit heeft hij altijd een privézaak gevonden. Sinds de late jaren 80 woont Tillmans in Londen en Berlijn.
Tussen 1998 en 1999 was Tillmans gastdocent aan de Hoge School voor Kunsten in Hamburg. In 2001 kreeg hij een 'Honorary Fellowship' van de Bournemouth College of Art and Design. Hiernaast won de fotograaf In 2001 een wedstrijd van de stad München om een aids-monument te ontwerpen, dit kunstwerk werd later opgericht aan de Sendlinger Tor. Verder was Tillmans een professor van interdisciplinaire kunst aan de Stadelschulde in Frankfurt van 2003 tot 2006. Hierna was de fotograaf tussen 2009 en 2014 curator van het Tate Museum in Londen. In 2017 werd Tillmans verkozen tot lid van de raad van het Institute of Contemporary Art in Londen en in 2019 werd hij benoemd tot voorzitter van de raad.
In april 2006 opende Tillmans de niet-commerciële tentoonstellingsruimte Between Bridges in Londen. In deze kleine galerie, in het huis van zijn Londense studio, houdt hij voornamelijk tentoonstellingen van politieke kunst van kunstenaars die hij als verwaarloosd beschouwt. De tentoonstellingsruimte bevindt zich sinds 2014 in Berlijn-Kreuzberg.
Tillmans was de eerste fotograaf - en ook de eerste niet-Engelsman - die de jaarlijkse Turner Prize van de Tate kreeg toegekend. Hij werd ook onderscheiden met de Hasselblad Award en hij is lid van de Royal Academy of Arts. Verder werd Tillmans in 2009 bekroond met de Kulturpreis der Deutschen Gesellschaft fur Photographie. Hiernaast ontving hij in 2018 ontving hij het Federale Kruis van Verdienste en de Goslarer Kaiserring.

## Carrière

### Fotografie

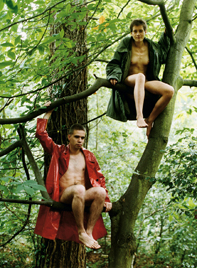
"Lutz & Alex sitting in the trees" (1992)

In Hamburg begon Tillmans als amateurfotograaf met het vastleggen van de gay-clubscene. Op goed geluk stuurde hij deze foto's naar het het tijdschrift i-D, het tijdschrift besloot deze te publiceren. Daarna ging het snel met de carrière van Tillmans, hij hield zijn eerste tentoonstellingen in Hamburg in Cafe Gnosa, Fabrik-Foto-Forum en Front. Nadat hij van Bournemouth naar Londen was verhuisd, maakte Tillmans foto's voor het magazine i-D. Terry Jones, de oprichter van i-D, beschrijft Tillmans in deze tijd als het 'oog' van het magazine. In Londen maakte hij voornamelijk foto's van de Britse jeugdcultuur en de sociale bewegingen die voortkwamen uit de club- en homoscene. Tillmans maakte aan het begin van zijn carrière ook veel gestagede foto's van mensen in zijn omgeving. Een bekend voorbeeld hiervan is zijn fotoserie uit 1992: Lutz and Alex sitting in the trees. Lutz en Alex kwamen achtereenvolgens onder grote belangstelling te hangen in de galerie van Daniël Buchholz in Keulen en daarna bij Paley's Interim Art in Londen. Verder werden Tillmans' foto's van de European Gay Pride in Londen (1992) en de Love Parade in Berlijn (1992), gepubliceerd in tijdschriften als iD, Interview en SZ-Magazin. Hiermee bouwde de fotograaf een grote reputatie op, waardoor hij al snel de 'documentarist van zijn generatie' of 'een van de invloedrijkste fotografen van zijn generatie' werd genoemd.
Tillmans heeft altijd geprobeerd de wereld weer te geven zoals die met onze eigen ogen te zien is, hierbij ligt vooral de nadruk om details weer te geven die het oog op het eerste gezicht niet registreert. Een belangrijk onderwerp binnen Tillmans' werk is daarom het weergeven van klassieke schoonheid die op ongewone of onwaarschijnlijke plekken wordt aangetroffen. Hiernaast spelen seksuele taboes een belangrijke rol binnen Tillmans' fotografie. De kunstenaar weigert zijn beelden digitaal te manipuleren, hierdoor meent hij dat zijn werk door de tijd heen fundamenteel weinig is veranderd. Tillmans stelt al zijn hele carrière zijn kunst ten toon in salonstijl. Elke tentoonstelling wordt door Tillmans beschouwd als een specifieke installatie, waarbij de tentoonstellingsruimte als één grotere compositie wordt gezien. Binnen deze tentoonstellingen speelt naakt een belangrijke rol, maar ook portretten, stillevens, landschappen en abstracties stelt Tillmans zo nu en dan tentoon. De kunstenaar is daarnaast altijd bezig om nieuwe fotografische technieken te ontwikkelen en om deze toe te passen in zijn werk. Zo houdt Tillmans zich sinds 2000 bezig met abstracte fotografie, hierbij straalt hij in een donkere kamer met gekleurd licht op fotoreceptief papier. In 2009 stapte de fotograaf na twee decennia over van een analoge 50 mm camera naar digitale fotografie.

### Video
In 1987 begon Tillmans met het maken van video's, sinds 2002 stelt hij ze ook tentoon. Tillmanns wil via video ongefilterd het leven vastleggen. In de meeste van zijn video's beweegt de camera daarom nauwelijks, het geluid is direct en er wordt alleen in geknipt wanneer de camera's aan en uit gaan. In 2002 schoot hij ook een videoclip van de Pet Shop Boys, voor hun single Home & Dry. De videoclip bestond voornamelijk uit documentaire-opnames van muizen in de Londense Metro. Sinds 2012 is Tillmanns echter gestopt met video en is hij zich volledig gaan storten op fotografie.

### Muziek
Naast zijn werk als fotograaf is Tillmans ook een dj en producer van elektronische muziek. Zo treedt Tillmans af en toe op als dj in Berlijn en Londen. De kunstenaar maakte zijn eerste muziekalbum als tiener, in 2016 bracht hij zijn tweede album uit. Deze lange onderbreking in de muziek is te wijten aan een optreden van Tillmans met een coverband: 'De monitoren werkten niet, ik kon mij zelf niet horen, het was een beschamend optreden', aldus de fotograaf.
Hiernaast heeft Tillmanns zijn nummer 'Device Control' uitgebracht op het album 'Endless" van Frank Ocean. Deze muzikale samenwerking kwam toevalligerwijs tot stand nadat Frank Ocean Tillmans had gevraagd om een albumcover voor voor hem te fotograferen.
Tillmans gebruikt ook wel eens muziek naast foto's binnen zijn tentoonstellingen. Zo bracht Tillmanns muziek en kunst samen in zijn tentoonstelling 'Playback Room', hier liet hij mensen in verschillende lege ruimtes naar popmuziek luisteren.

## Politiek activisme
Tillmans is naast zijn werk als kunstenaar ook politiek betrokken, hij wordt vanwege zijn activisme ook wel een 'artistische staatsman' genoemd. Politiek speelt daarom vaak een belangrijke rol in zijn kunstwerken. Ondanks dat Tillmans' werken vanaf het begin al een politieke ondertoon hadden, zoals zijn fashion shoot 'What Ever Happened to the Peace Movement?', begon volgens de fotograaf zijn politieke betrokkenheid pas echt bij de inval van Irak in 2003. Tillmans beschrijft zichzelf op politiek gebied niet als links of rechts, maar hij plaatst zichzelf daar tussenin. Hij pleit voor degelijk bestuur, gematigdheid en overeenstemming. Ook spreekt Tillmans in de media vaak over de gevaren van nationalisme. De kunstenaar ziet zichzelf daarentegen niet als een homoactivist, ondanks dat in veel van zijn werken homoseksualiteit een belangrijke rol speelt. Tillmans ziet homoseksualiteit binnen zijn kunst niet als iets buitengewoonlijks, maar als iets alledaags, zijn werken waren daarom niet bedoeld om de homo te representeren of te emanciperen.
Een voorbeeld van een dergelijke politieke tentoonstelling van Tillmans is Truth Study Center (2005) in Paley's Gallery in Londen. Deze tentoonstelling was erop gericht om de extremen van het islamitische en het katholieke geloof te belichten en om hierop kritiek te leveren. Hiernaast was de kunstenaar nauw betrokken bij de campagne tegen de Brexit. Naar eigen zeggen deed niemand in Tillmans' omgeving iets om de Europese waarden te beschermen, waardoor hij besloot om het heft in eigen hand te nemen. Tillmans produceerde in zijn anti-Brexitcampagne 20.000 posters en verschillende T-shirts, en hij gebruikte de sociale media om zijn activisme kracht bij te zetten. Verder begon de fotograaf in 2017 een soortgelijke campagne om de opmars van de rechtse partij Alternative für Deutschland te stoppen. Ook nu verspreidde hij activistische en kunstzinnige posters en shirts met teksten zoals: 'Niet-liefdevol nationalisme' of "Als je niet stemt, steun je rechtse nationalisten". Daarnaast ging Tillmans in 2018 een samenwerking aan met zijn vriend en collega-kunstenaar Rem Koolhaas om een workshop op te zetten die zich bezighoudt met de 'rebranding' van Europa.